# JamLegend
JamLegend – darmowa gra internetowa istniejąca w latach 2008–2011, stworzona przez studio FooBrew. Gra była programowana w Java i Flex, a uruchamiana była w programie Adobe Flash Player. JamLegend stanowiła bezpłatny odpowiednik komercyjnych serii Guitar Hero i Rock Band.
Autorami JamLegend są Andrew Lee, Arjun Lall i Ryan Wilson. Po raz pierwszy gra pojawiła się 26 sierpnia 2008 w prywatnej wersji beta, a 4 grudnia 2008 została ona udostępniona wszystkim graczom. Jam Legend oferowała rozgrywkę podobną do Guitar Hero i Rock Band (rytmiczne naciskanie przycisków w takt muzyki, wizualizowanej na strunach gitary), z tym że gracze mogli grać bezpośrednio z poziomu przeglądarki internetowej oraz używać w rozgrywce własnych plików audio.
JamLegend cieszyła się dużą popularnością: regularnie w nią grało około 2 miliony osób. Jednakże w dniu 29 kwietnia 2011 serwis JamLegend został całkowicie zamknięty. Studio FooBrew zostało natomiast przejęte przez innego potentata branży, Zyngę.